# SN 2009jg
SN 2009jg – supernowa typu Ia odkryta 22 września 2009 roku w galaktyce A174034+1842. W momencie odkrycia miała maksymalną jasność 15,80m.